# 金邊臣
金邊臣（Benson & Hedges）是英國的香菸品牌，由加拉赫集團、菲利普·莫里斯國際、英美煙草和日本煙草公司在不同地區發售。公司位於倫敦邦街，銷售英格蘭以及愛爾蘭的香菸於北愛爾蘭的巴利米納區生產。該品牌的煙草主要為弗吉尼亞煙草。

## 外部連結
- B&H official site （页面存档备份，存于）
- Philip Morris International （页面存档备份，存于）
- British American Tobacco （页面存档备份，存于）